# Nilea noctuiformis
Nilea noctuiformis là một loài ruồi trong họ Tachinidae.